# Sun-Yung Alice Chang

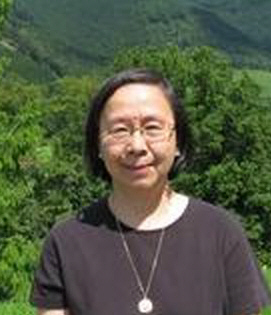
Sun-Yung Alice Chang, Oberwolfach 2009

Sun-Yung Alice Chang (* 24. März 1948 in Xi’an, China) ist eine chinesischstämmige US-amerikanische Mathematikerin, die sich mit Analysis beschäftigt. Sie wird S. Y. Chang, S. Y. A. Chang oder A. Chang zitiert.

## Leben
Chang zog mit ihrer Familie kurz nach der Machtübernahme der Kommunisten in China (1949) nach Taiwan, studierte an der National Taiwan University (Bachelorabschluss 1970) und promovierte 1974 an der University of California, Berkeley bei Donald Sarason (On the structure of some Douglas Subalgebras). Danach war sie 1974/75 Assistant Professor an der State University of New York at Buffalo, danach bis 1977 Assistant Professor an der UCLA und 1977 bis 1980 an der University of Maryland in College Park. Ab 1980 war sie Associate Professor und ab 1982 Professorin an der UCLA. Dort blieb sie, nur unterbrochen von einem Jahr 1989 als Professorin an der University of California, Berkeley bis 2000. Zusätzlich war sie ab 1998 Professorin an der Princeton University, wo sie 2002 bis 2006 Direktorin des Graduiertenzentrums der mathematischen Fakultät war. Sie war unter anderem Gastwissenschaftlerin am Institute for Advanced Study (1976/77) und der ETH Zürich.
Chang beschäftigte sich unter anderem mit dem Randverhalten beschränkter analytischer Funktionen auf der Einheitsscheibe, reeller harmonischer Analyse und Anwendungen partieller Differentialgleichungen in geometrischen Problemen, wie dem Studium des Spektrums des Laplace-Operators auf Mannigfaltigkeiten, dem Studium der partiellen Differentialgleichungen für die Gauss-Krümmung auf der Sphäre und der konformen Geometrie vierdimensionaler Mannigfaltigkeiten.
Chang war 1979/80 Sloan Fellow und 1999 Guggenheim Fellow. 1986 war sie Invited Speaker auf dem ICM in Berkeley (Extremal functions in a sharp form of Sobolev inequality) und 2002 hielt sie auf dem ICM in Peking einen Plenarvortrag mit ihrem Ehemann Paul C. Yang (Nonlinear partial differential equations in conformal geometry). 1989 bis 1991 war sie Vizepräsidentin der American Mathematical Society. 1995 erhielt sie den Ruth-Lyttle-Satter-Preis der AMS und 2001 war sie Noether Lecturer, 2018 ICM Emmy Noether Lecturer. 2008 wurde sie Mitglied der American Academy of Arts and Sciences sowie 2009 der National Academy of Sciences. Sie ist Fellow der American Mathematical Society.
Sie ist mit dem Mathematiker Paul C. Yang verheiratet, der ebenfalls Professor in Princeton ist und mit dem sie auch zusammenarbeitete, und hat eine Tochter und einen Sohn.